# Пенсакольський музей мистецтва
Пенсакольський музей мистецтв - єдиний художній музей у місті Пенсакола на Флориді.  

## Історія
Музей був заснований у 1954 році групою жінок з Американської асоціації університетських жінок. З 2016 року він став мистецьким музеєм Університету Західної Флориди.
У 1954 році місто Пенсакола вирішило замінити стару міську в'язницю 1906 року будівництва у стилі іспанського відродження, чим скористалась Пенсакольська мистецька асоціація. Споруда вʼязниці була пожежобезпечною й розташована в історичному центру Пенсаколи. Пенсакольська мистецька асоціація стала Пенсакольським музеєм мистецтва у 1982 році, а в 1988 році музей придбав сучасну будівлю.

## Колекції
Постійні колекції музею зосереджені на 20-му сторіччі, модерному та сучасному мистецтві, включаючи живопис, скульптуру та твори на папері. У музеї також представлені колекції декоративно-прикладного мистецтва європейського та американського скла та африканського племінного мистецтва.
Художниками колекції є Джон Марин, Сальвадор Далі, Міріам Шапіро, Феєрфілд Портер, Хант Слонем, Томас Харт Бентон, Алекс Кац, Лінда Бенгліс, Мілтон Ейвери та Олександр Калдер, Енді Ворхол, Пабло Пікассо, Леонард Баскін, Луї Комфорт Тіффані та Кате Колвіц.